# Bokor (település)

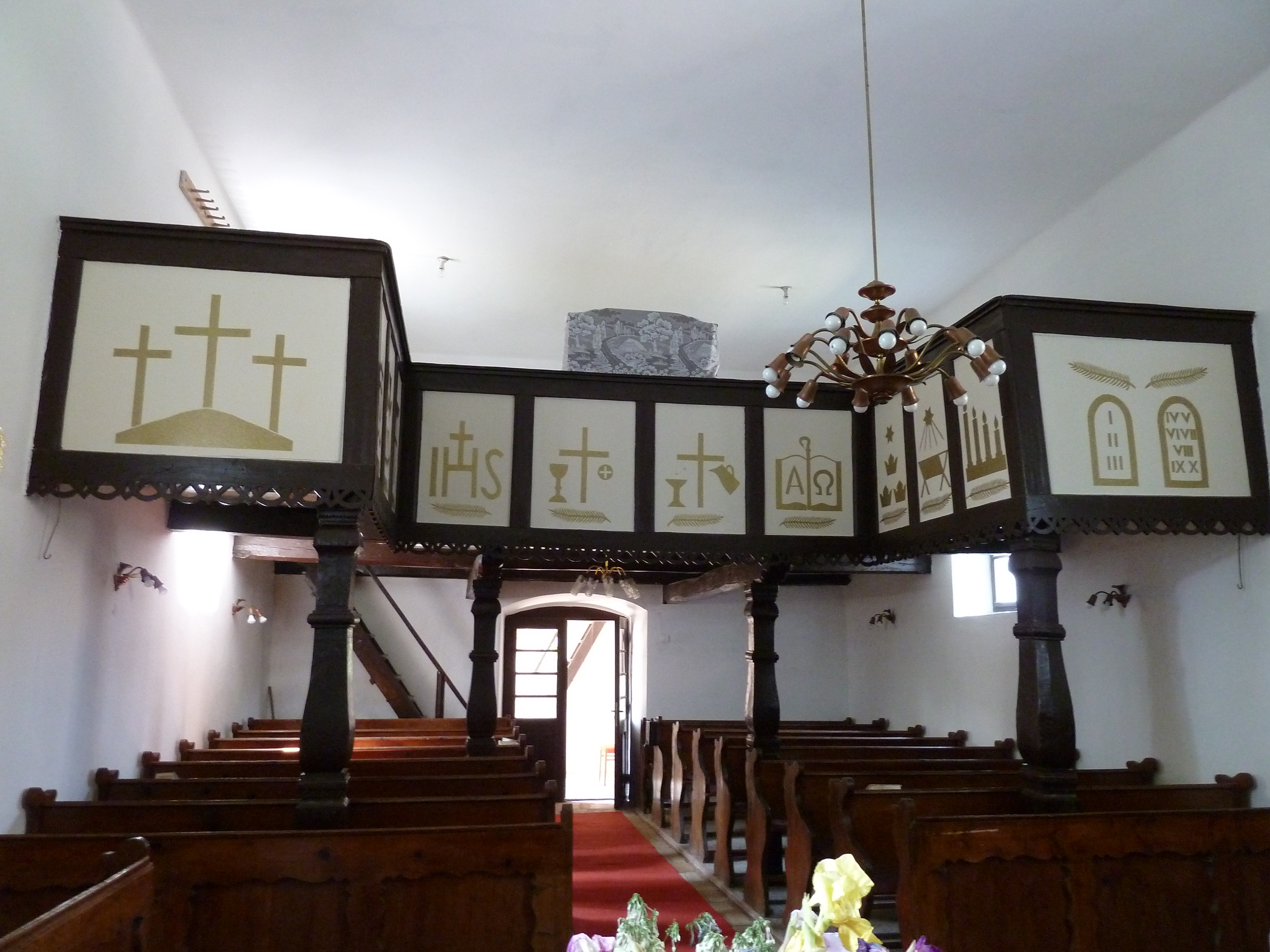
A templom karzata

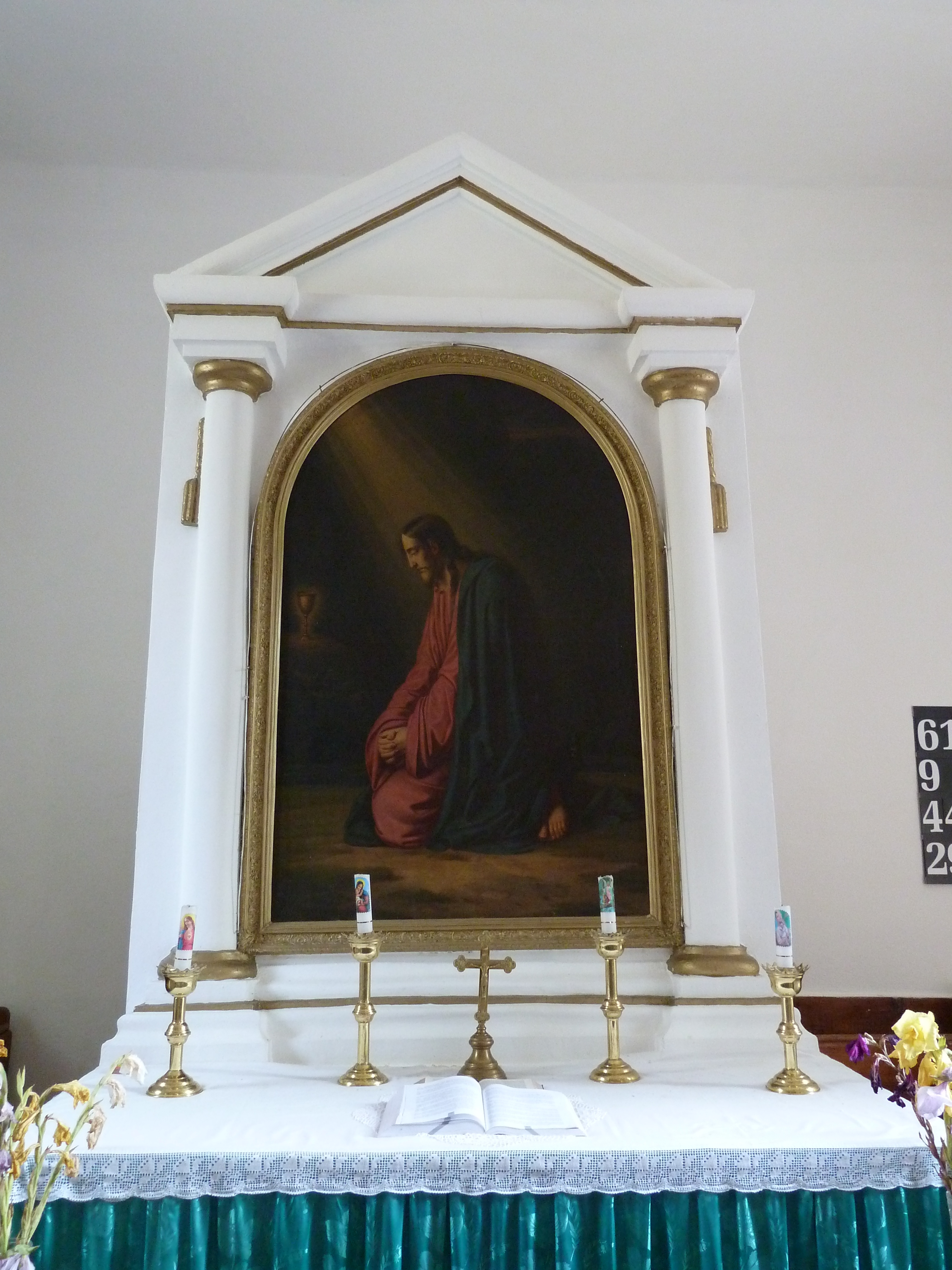
A templom oltára

Bokor (szlovákul: Bukra) község Nógrád vármegyében, a Pásztói járásban. Nevét egyes kutatók a középkorban használatos „Bukur” személynévből eredeztetik, de a bokor köznévből is származhat a táj bokros-cserjés jellege miatt. A Novohrad-Nógrád UNESCO Globális Geopark települése.

## Fekvése
A Cserhát magaslatai közt fekszik, Pásztótól légvonalban nagyjából 10 kilométerre nyugatra.  A völgyben fekvő falut dombok-erdők övezik, kiváló gyalogos- és kerékpár-útvonalakkal.

### Megközelítése
Zsáktelepülés, csak közúton és csak egy útvonalon érhető el, a Mohora-Alsótold közt húzódó 2123-as útból kiágazó 21 147-es számú mellékúton, Kutasón keresztül.
Az ország távolabbi részei felől a legkönnyebben a Hollókő elérését is segítő 2122-es útról közelíthető meg, Alsótoldon letérve a 2123-as úton, majd arról Kutasó irányában délnek fordulva.

## Története
Bokor Árpád-kori település. Az oklevelek 1265-ben említették először egy birtoklevélben. Báthori István országbíró 1439-ben kapta adományul, ekkor Buják várának tartozéka volt. A középkori falu valamivel délebbre feküdt, és Kisbokornak nevezték, és valószínűleg a török időkben pusztult el. Ősi templomának maradványait az eke néha még az 1900-as évek elején is felvetette. 1715-ben a vármegyei adóíveken öt magyar és öt szlovák, 1720-ban pedig öt magyar, valamint egy-egy szlovák és német háztartást írtak össze. Az 1770 évi úrbéri rendezéskor Darvas Ferenc és Darvas József, majd később, a 19. század elején Zsembery Zsigmond és a Gyürky család voltak birtokosai. 1863-ban egy nagy tűzvész alkalmával az egész község leégett, az evangélikus templommal együtt, amely azonban újra felépült.
A 20. század elején Nógrád vármegye Sziráki járásához tartozott.
1910-ben 286 lakosából 74 magyar, 212 szlovák volt. Ebből 48 római katolikus, 232 evangélikus, 6 izraelita volt. Ma már a 100 főt sem éri el a népesség.

## Közélete

### Polgármesterei
| Polgármester | Polgármester    | Polgármester | Megjegyzés                           |
| ------------ | --------------- | ------------ | ------------------------------------ |
| 1990–1994    | Cserenyi Pál    | független    |                                      |
| 1994–1998    | Cserenyi Pál    | független    |                                      |
| 1998–2003    | Cserenyi Pál    | független    |                                      |
| 2003–2006    | Dömsödi Gábor   | független    | Időközi választás 2003. április 27.  |
| 2006–2010    | Engel Krisztina | független    |                                      |
| 2010–2011    | Engel Krisztina | független    | hivataláról lemondott                |
| 2011–2014    | Dömsödi Gábor   | független    | Időközi választás 2011. november 20. |
| 2014–2020    | Hegedűs Pál     | független    |                                      |
| 2020–2024    | Hegedűs Pál     | független    | Időközi választás 2020. január 28.   |
| 2024–        | Dömsödi Gábor   | független    |                                      |

A településen a 2002. október 20-án megtartott önkormányzati választás után, a polgármester-választás tekintetében nem lehetett eredményt hirdetni, szavazategyenlőség miatt. Aznap a 117 szavazásra jogosult lakos közül 99 fő járult az urnákhoz, egyikük érvénytelen szavazatot adott le, az érvényes szavazatok pedig épp fele-fele arányban oszlottak meg a két, független jelölt, Cserényi Pál addigi polgármester és egyetlen kihívója, Dömsödi Gábor médiaszemélyiség között. Az emiatt szükségessé vált időközi választást 2003. április 27-én tartották meg.
2011. november 20-án újabb időközi polgármester-választást kellett tartani a községben, ezúttal az addigi polgármester lemondása okán. A választáson a leköszönő faluvezető elődje egyedüliként indult el, így az érvényes szavazatok 100 %-ával nyerte el, immár másodjára a polgármesteri posztot.
A 2019. október 13-án tartott önkormányzati választás után a polgármester-választás tekintetében ismét nem lehetett eredményt hirdetni a településen, ezúttal megint csak az első helyen kialakult szavazategyenlőség miatt: az előző polgármester, Hegedűs Pál és három kihívójának egyike, Ocskay Zoltán egyaránt 31-31 szavazatot szerzett. Az emiatt szükségessé vált időközi választást 2020. január 26-án tartották meg: ezen Hegedűs Pál októberi kihívói közül senki sem jelöltette magát, új jelöltként indult el viszont dr. Illés Márta, aki végül 10 szavazattal, 32-42 arányban alulmaradt a korábbi településvezetővel szemben.

### Önkormányzati képviselő-testületei

#### 2014-2019
Hegedűs Pál polgármester, Engel Krisztina alpolgármester; Kórósné Baros Erzsébet, Maczkó László és Szepes Péter képviselők.

## Lakossága
A lakosság korösszetétele 2010-ben:
- 0–6  éves – 4 fő
- 7–14 éves – 5 fő
- 15–24 éves – 10 fő
- aktív korú – 52 fő
- nyugdíjas – 66 fő

| Lakosok száma | 199  | 156  | 132  | 103  | 131  | 125  | 93   | 89   | 87   | 91   |
|               | 1980 | 1990 | 2001 | 2011 | 2013 | 2015 | 2021 | 2022 | 2023 | 2024 |

2001-ben a település lakosságának 93%-a magyar, 7%-a szlovák nemzetiségűnek vallotta magát.
A 2011-es népszámlálás során a lakosok 99%-a magyarnak, 8,7% románnak, 20,4% szlováknak mondta magát (1% nem nyilatkozott; a kettős identitások miatt a végösszeg nagyobb lehet 100%-nál). A vallási megoszlás a következő volt: római katolikus 24,3%, református 7,8%, evangélikus 45,6%, egyéb vallású vagy felekezetű 8,7%, felekezeten kívüli 6,8% (6,8% nem nyilatkozott).
2022-ben a lakosság 87,6%-a vallotta magát magyarnak, 5,6% szlováknak, 2,2% románnak, 1,1% egyéb, nem hazai nemzetiségűnek (12,4% nem nyilatkozott; a kettős identitások miatt a végösszeg nagyobb lehet 100%-nál). Vallásuk szerint 28,1% volt evangélikus, 18% római katolikus, 5,6% református, 4,5% egyéb keresztény, 6,7% felekezeten kívüli (30% nem válaszolt).

## Látnivalók
- Műemlék templomrom: A temető legmagasabb pontján állnak egy 13. századi templom romjai. A falmaradványokat fák, bokrok nőtték be. A nyugati fal hat méteres hosszan még áll, a keleti alapfalra az ezredfordulón ravatalozót építettek.[21]
- Műemlék evangélikus templom: 1727-ben a Bokorban lakó evangélikusok a romos katolikus templomot használták – ez feltehetően a temetőben álló romtemplom volt. A mai templomot valamikor 1790 körül a Darvas család építtette a katolikusoknak, miután a falu 1770-ben az ő birtokukba került. 1863-ban leégett, de hamarosan újjáépítették.

A késő barokk stílusú templom egyhajós. Épített oltára és szószéke van. U alakú karzata négy faragott faoszlopon nyugszik. Padlózata nagy, négyzetes, sima padlótéglákból áll.
A településen található még egy baptista imaház is, amely a hívek felajánlásaiból és kétkezi munkájából épült 1936-ban.

## Gazdaság
A megélhetés fő forrása a mezőgazdaság: a családok többsége önellátó módon gazdálkodik. Kereskedelmi mennyiséget mézből és málnából termelnek. A falu legjelentősebb vállalkozása egy sajtot gyártó kisüzem.

## Kulturális élet, rendezvények
Évente kétszer országos futóverseny útvonala halad át a falun.
Helyi rendezvények:
- Minden évben falunap különböző versenyekkel szervezünk, gyerekeknek, illetve felnőtteknek egyaránt.
- Egykor színvonalas hagyományőrző csoport működött, de ma már nyoma sincs.
- A falut időnként a szlovák kisebbségi önkormányzat képviseli a hagyományőrző rendezvényeken, mint például a Vanyarci Haluska Fesztiválon.
- Kitüntetettek:
- A község nyugalmazott falugondnoka: Szepes Péter Gáborné, Aranka 2000-ben a szociális ágazat legmagasabb kitüntetését vehette át a Pro Caritate díjat Sárospatakon.
- Bokor Község első díszpolgára: Krátki György (2014)

Szepes Péter, Nógrád Megye Salkaházi Sára díja, (2018)